# Megacera rigidula
Megacera rigidula är en skalbaggsart som beskrevs av Bates 1866. Megacera rigidula ingår i släktet Megacera och familjen långhorningar. Inga underarter finns listade i Catalogue of Life.